# Aeroporto Comandante Kwenha
O Aeroporto Comandante Kwenha, também conhecido como Aeroporto de Menongue, é um aeroporto situado em Menongue, província do Cuando-Cubango em Angola.
O aeroporto foi construído em 1973, recebendo o nome Aeródromo de Base e de Manobra nº 10, para servir como base aérea auxiliar da Força Aérea Portuguesa, durante a Guerra de Independência de Angola.
A pinta de manobras possui 3750 metros de comprimento e 45 de largura, com capacidade para receber aeronaves do tipo Boeing 777-300 AR. Já o terminal de passageiros têm área de 4000m² e aporte para receber 200 passageiros no embarque e igual número no desembarque.
O aeroporto homenageia ao "Comandante Kwenha", uma criança-soldado da Organização dos Pioneiros de Angola (OPA) que, na novela Cinco dias depois da independência de Manuel Rui, havia liderado o "Esquadrão Kwenha", durante a Campanha para Libertação de Luanda, morta nos combates finais da independência de Angola.